# Yasmina El Messaoudi
Yasmina El Messaoudi (9 augustus 1983) is een Belgische journaliste, schrijfster, televisie- en radiopresentatrice.

## Biografie
El Messaoudi is dochter van een Marokkaanse vader en een Belgische moeder, de schrijfster Mim Van Keer. Ze groeide op in Kapelle-op-den-Bos. 
Ze ging journalistiek studeren aan de (toenmalige) Katholieke Hogeschool Mechelen. Tijdens haar studie werkte ze al voor het jongerenmagazine van TV Brussel en het bijhorende radiostation FM Brussel. In 2004 behaalde ze haar diploma en combineerde radio en televisie met een deeltijdse job bij het weekblad Libelle. In 2008 ging ze het Journaal presenteren op TV Brussel en werd zo het eerste Nederlandstalig nieuwsanker van Marokkaanse origine. In het voorjaar van 2013 ging ze ook presenteren op de digitale televisiezender Prime. Van 1 november 2014 tot en met 23 juni 2015 was El Messaoudi ook presentatrice op het commerciële radiostation Qmusic zonder vast programma als invaller, veelal 's avonds of tijdens het weekend. Ze presenteert ook twee seizoenen Closing Time Soul op Radio 1.
In 2016 vertrok El Messaoudi naar Den Haag om zich even terug te trekken uit de media. Al blijft ze over haar Nederlands avontuur schrijven en vloggen voor Flair, Flair Nederland en Charlie Magazine. Bij haar terugkeer begint ze als reporter bij Radio 2 Vlaams-Brabant en Brussel waar ze intussen ook nieuwslezer en eindredacteur is. In het najaar van 2021 verschijnt haar debuutroman Straatkat bij Uitgeverij Vrijdag over het afscheid van haar moeder en opgroeien tussen twee culturen. Sinds augustus 2022 is ze op weekdagen tijdens de ochtend te horen als nieuwslezeres op MNM.
Huidig (anno 2023):
Ulrike D'hauwer · Liam D'hert · Dorothee Dauwe · Tom De Cock · Jana De Wilde · Vincent Fierens · Yoren Linsen · Maxine Janssens · Nils Melckenbeeck · Loore Nelen · Regi Penxten · Jolien Roets · Emma Salden · Jan Thans · Maarten Vancoillie · Matthias Vandenbulcke · Paulien Van der Jeugt · Naomi Vanderpoorten · Vincent Vangeel · Liam Van Haverbeke · Dimitri Wouters
Voormalig (2001–2023):
Dorianne Aussems (2013–2014) · Rik Boey (2010–2013, 2015–2017) · Born (2015–2017) · Herbert Bruynseels (2001–2009) · Anke Buckinx (2007–2016) · Bab Buelens (2020) · Armin van Buuren (2021–2022) · Marcia Bwarody (2013–2017) · Joren Carels (2018–2020) · Séverine Champeaux (2013–2015) · Sam De Bruyn (2015–2020) · Erwin Deckers (2001–2008) · Jolien De Greef (2015) · Anneke De Keersmaeker (2002) · Felice Dekens (2011–2022) · Frederika Del Nero (2011–2012) · Nathalie Delporte (2001–2014) · Serge De Marre (2004–2015) · Eline De Munck (2012–2014) · Bart-Jan Depraetere (2001–2019) · Dries De Vis (2019–2020) · Inge De Vogelaere (2017–2020) · Sean Dhondt (2015–2023) · Elien D'hooge (2019–2021) · Yasmina El Messaoudi (2014–2015) · Evi Geysels (2010–2018) · Elizabeth Gesels (2016) · Violette Goemans (2015–2017) · Jenno Hallaert (2012–2015) · Wine Lauwers (2011–2019) · An Lemmens (2015–2019) · Kris Mannaerts (2006–2011) · Kristin Moers (2002–2003) · Marie Monballiu (2014–2021) · Sarah Mylle (2016–2020) · Johan Notebaert (2001–2002) · Wim Oosterlinck (2006–2020) · Sven Ornelis (2001–2016) · Hans Otten (2002–2003) · Xander Peeters (2011–2013) · Astrid Philips (2011–2014) · Elke Plancke (2012–2013) · Jarne Ponet (2023) · Alexandra Potvin (2001–2009) · Jarne Rediers (2021-2023) · Kürt Rogiers (2008–2015) · Thomas Rottier (2021-2023) · Carl Schmitz (2001–2014) · Elias Smekens (2013–2018) · Kenny Smet (2006–2011) · Toon Smet (2015–2018) · Sara Steegen (2011–2012) · Kenneth Stevens (2006–2016) · Loïc Thaler (2015-2016, 2018-2022) · Shalini Van den Langenbergh (2014–2018) · Julie Van den Steen (2021) · Joke van de Velde (2013–2015) · Elke Vanelderen (2005–2006) · Arne Vanhaecke (2015–2016) · Maureen Vanherberghen (2016–2023) · Elke Van Mello (2008–2010) · Francesca Vanthielen (2001–2002) · Erika Van Tielen (2006–2008) · Heidi Van Tielen (2015–2018) · Bjorn Verhoeven (2001–2012) · Peter Verhoeven (2001–2018) · Steffi Vertriest (2013–2015) · Kristien Wollants (2018–2020)